# Anne-Gabriel Meusnier de Querlon
Anne-Gabriel Meusnier de Querlon, né le 15 avril 1702 à Nantes et mort le 12 avril 1780 à Paris, est un homme de lettres français.

## Biographie
Reçu avocat au Parlement de Paris en 1723, Meusnier de Querlon s’occupe, en tant qu’employé, de 1727 à 1735, de la Bibliothèque du Roi.
De 1752 à 1776, il conserve le privilège des Affiches de province, dont il fait un recueil littéraire à succès. Il y écrit des articles avec Coste et l'abbé de Fontenai. En même temps, il collabore à la Gazette de France durant cinq ans, au Journal économique et au Journal étranger. Il loue surtout Palissot. Homme de lettres, journaliste et éditeur fin, ayant des connaissances assez étendues, il accorde aux lettres une place privilégiée car il n’est pas intéressé par l’argent ou la gloire. Sa passion pour les lettres, pure et d’une grande utilité puisqu’il a travaillé sans relâche. Toutefois, La Harpe juge Meusnier bavard, ayant un « style platement bourgeois ou ridiculement burlesque, des annonces de livres à acheter ou de maisons à vendre ».
En dehors de ses œuvres personnelles, souvent parues sans mention d'adresse ou sous adresse fictive[réf. nécessaire], Meusnier édite, avec des notes, Lucrèce (1748) ; Phèdre (1748) ; Anacréon (1754), etc.
Il collabore avec Jean Monnet pour la publication de son Anthologie française, ou Chansons choisies, depuis le XIIIe siècle jusqu'à présent, éditée en avril 1765. Meusnier rédige un Mémoire historique sur la chanson en général et en particulier sur la chanson française, qui prend place au début du premier des trois volumes. Dans cette anthologie, il serait aussi l’auteur du poème Adieu, plaisant pays de France, faussement présenté comme attribué à Marie Stuart,.
Meusnier a donné, avec Surgy, la Continuation de l’histoire des voyages, de l’abbé Prévost (3 vol.). Comme éditeur, il a réalisé en 1774 l’édition originale du Journal de voyage en Italie en 1580 & 1581 de Michel de Montaigne, dont le manuscrit avait été découvert par l’abbé Prunis.
L'oeuvre de Meusnier de Querlon apparaît aujourd'hui d'autant plus marginale que, contemporain des philosophes des Lumières, il est resté plus proche des libertins érudits du XVIIe siècle, même s'il "nous est facile de trouver dans ces histoires d'hier des suggestions pour une morale d'aujourd'hui" (M. Delon)

## Œuvres
- Les Soupers de Daphné. Oxfort (sic) (Paris ?). 1740
- Apologie des Modernes. S.l. (Paris ?). 1740
- Code lyrique, ou Règlement pour l'Opéra de Paris, avec des éclaircissements historiques. A Utopie, chez Thomas Morus. 1743
- La Tourière des carmélites. P. 1745
- Psaphion ou la courtisane de Smyrne, roman (Londres ; Paris, 1748, in-12)[1] ; réédition :
  - Psaphion ou la courtisane de Smyrne, suivi de Les Soupers de Daphné ; préface Michel Delon ; Nantes, le Passeur, 2001
- Le Roman du jour (Londres ; Paris , 1754, 2 vol. in-12)[1]
- Mémoires de M de*** pour servir à l’histoire du XVIIe siècle (Amsterdam ; Paris, 1759, 2 vol. in-12)[1]
- Journal historique de la campagne de Dantzig en 1734 (Amsterdam ; Paris, 1761, in-12)[1]
- Préface des Exercices de dévotion de M. Henri Roch avec Madame la duchesse de Condor de l'abbé de Voisenon, 1780; réédition: Vaucluse, 1786; rééd.: sous le titre Les exercices de dévotion de M. Henri Roch avec Madame la duchesse de Condor, Amsterdam, s.d. (attribué à Poulet-Malassis, Bruxelles, 1864 puis 1865 et à A. Christiaens, 1865); rééd.: « Bibliothèque érotique », no 5, 1875; rééd; F. Schmid, coll. « Les œuvres galantes et libertines du 18e siècle », Champigny (années 1930); rééd.: Plein Chant, coll. « Bibliothèque Facétieuse, Libertine et Merveilleuse », 1997; rééd. Hachette Livre et BnF, 2022

## Iconographie
- Jean-Honoré Fragonard (1732-1806), Portrait d'Anne-Gabriel Meusnier de Querlon, vers 1769, huile sur toile, 81 × 65 cm, Paris, musée du Louvre[6].

### Sources
- Dictionnaire des Lettres Françaises. Le XVIIIe siècle, édition revue et mise à jour sous la direction de François Moureau, Fayard et Librairie Générale Française, 1995  (ISBN 2-253-05665-0).